# ヨングAZ
ヨング・アルクマール・ザーンストレーク（オランダ語: Jong Alkmaar Zaanstreek）は、オランダ・北ホラント州アルクマールを本拠地とするAZアルクマールのリザーブチームである。現在はエールステ・ディヴィジに在籍する。

## 歴史
2018年6月7日、KNVBはプロクラブのリザーブチームに対して、新規の規則をいくつか加えた。1つは、エールステ・ディヴィジにおけるリザーブチームの所属クラブ数は4つが最大であること。2つ目は、24歳未満の選手のみがリザーブチームでプレーできること。これらの規則に加え、18、19、20歳の選手がトップチームで公式戦18試合以上出場した場合と21、22歳の選手がトップチームで公式戦7試合以上出場した場合はそれ以降、リザーブチームでプレーできなくなること。

## 歴代監督
- ヨブ・ドラフツマ 2001-2004
- マルセル・ブート 2006-2009
- ミシェル・フォンク 2009-2011
- デニス・ハール 2011-2014
- レイニール・ロベモント 2013-2015
- マルティン・ハール 2015-2018
- クーン・スタム 2018-2020
- ミシェル・フォンク 2018-

## 歴代所属選手

### GK
- ロディ・デ・ブール 2019-

### DF
- オーウェン・ワインダル 2016-2019
- トーマス・ウーワイアン 2016-2017
- フェルナンド・ルイス 2016-2018
- アレク・ジョルジャン 2018

### MF
- トゥーン・コープマイネルス 2016-2018
- トゥーン・バイレフェルト 2016-2017

### FW
- ダブニー・ドス・サントス 2016-2018
- マイロン・ボアドゥ 2016-2019
- ケルヴィン・ステングス 2016-2019
- フレディ・ドライフ 2016-